# Torna, Bara och Harjagers Härads Sparbank

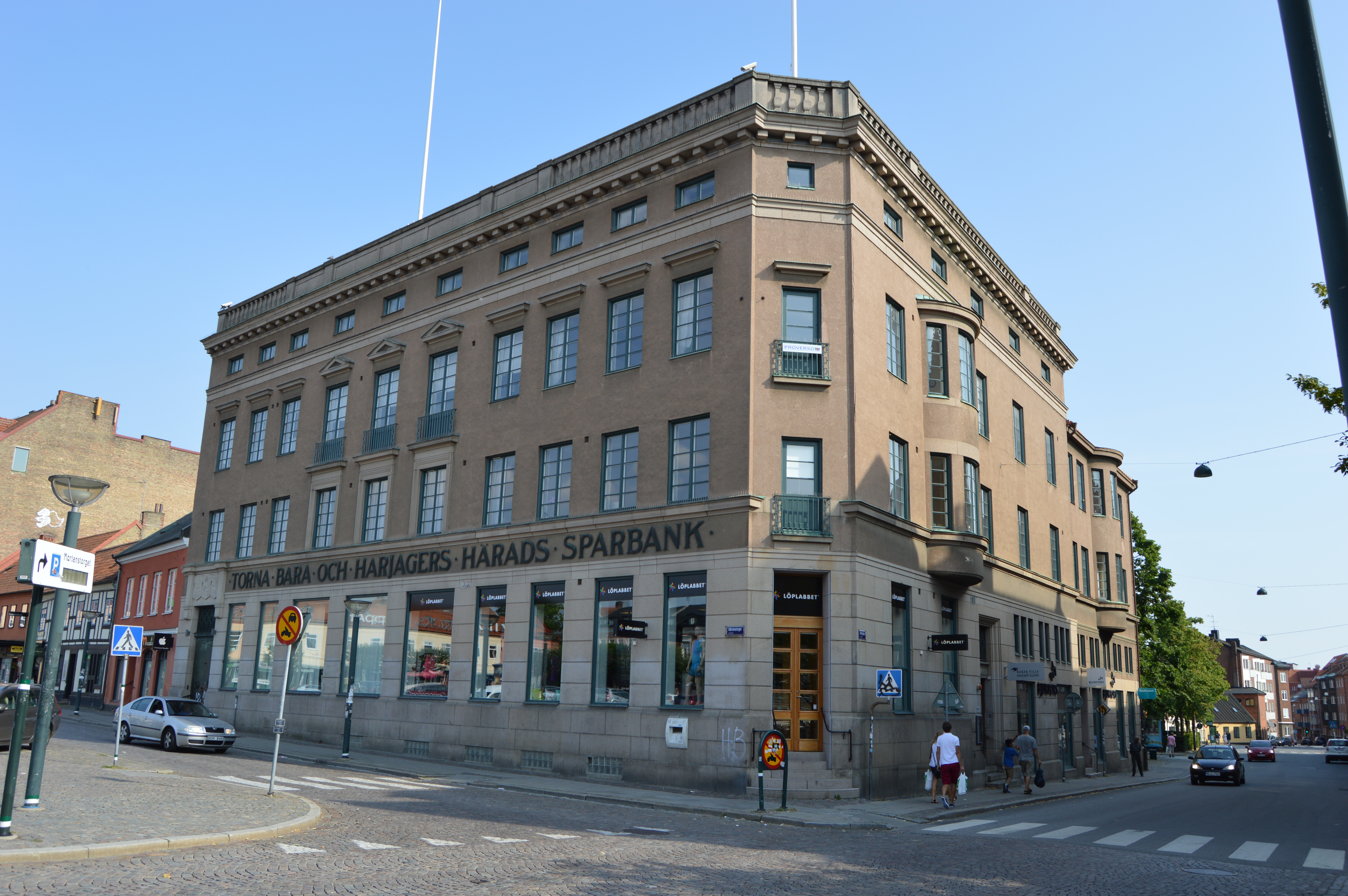
Torna, Bara och Harjagers Härads Sparbanks tidigare huvudkontor på Mårtenstorget i Lund.

Torna, Bara och Harjagers Härads Sparbank, senare kallad Torna Sparbank, var en svensk sparbank i Lund. Den grundades 1848 som Lunds andra sparbank efter Sparbanken i Lund (Gamla sparbanken). I motsats till Gamla sparbanken riktade sig Tornabanken mer till den omgärdande landsbygden.
Ett möte med 37 närvrande hölls i Dalby den 20 oktober 1848 där det bestämde att den blivande Tornabanken skulle grundas och dess säte skulle förläggas till Lund. Den 8 december 1848 antogs bankens reglemente och namnet fastställdes till Torna, Bara och Harjagers härads sparbank.

Tornabankens gamla huvudkontor kort innan rivning.

Banken öppnade för insättning den 11 januari 1849. Häradshövding Nils Lilienberg hade utlyst mötet och blev bankens förste ordförande. Det var dock bankens sekreterare vice häradshövding August Theodor Ripa som tog på sig det huvudsakliga ansvaret för bankens drift.
Under de första åren drevs banken huvudsakligen från Ripas privatbostad. Den 1 september 1866 fick banken en permanent expeditionslokal i Ripas gård vid Mårtensgatan (nuvarande Mårtenstorget 2) när man började ha öppet varje helgfri vardag. Banken köpte fastigheten av familjen Ripa år 1912. Senare lät banken bygga ett bankpalats på denna plats, ritat av Theodor Wåhlin och invigt 1932.
År 1936 införlivades Genarps sparbank och 1941 gick man även ihop med Södra Sandby sparbank. 1969 kortades namnet till Torna Sparbank. Detta år hade banken utöver huvudkontoret även avdelningskontor i Lund, Genarp, Södra Sandby, Staffanstorp, Åkarp, Arlöv, Klågerup, Bjärred, Hjärup och Löddeköpinge.
År 1971 gick Torna Sparbank samman med Sparbanken i Lund för att bilda Lundabygdens sparbank. Den har i sin tur senare uppgått i Sparbanken Finn (1990), Sparbanken Öresund (2010) och Sparbanken Skåne (2014). Tornabankens tidigare huvudkontor vid Mårtenstorget fortsatte att fungera som bankkontor fram till 2013 när dåvarande Sparbanken Öresund samlade sin verksamhet i centrala Lund i kontoret på Kyrkogatan.